# Raúl Albiol
Raúl Albiol Tortajada (wym. [ɾɑul ɑlβjol tortɑxada]; ur. 4 września 1985 w Vilamarxant) – hiszpański piłkarz, grający na pozycji środkowego obrońcy w hiszpańskim klubie Villarreal CF. W latach 2007-2021 wielokrotny reprezentant Hiszpanii. Mistrz Świata w 2010 roku. Zwycięzca Mistrzostw Europy 2008 oraz 2012. Uczestnik Mistrzostw Świata 2014.
Wychowanek Valencii CF. W swojej karierze występował również m.in. w takich klubach jak: Real Madryt, SSC Napoli czy Getafe.

## Kariera klubowa
Raúl Albiol jest wychowankiem Valencii, w której trenował od dziewiątego roku życia. W pierwszym zespole zadebiutował 24 września 2003 roku w spotkaniu Pucharu UEFA przeciwko AIK Fotboll. W 2004 roku Albiol został wypożyczony do Getafe CF. Jadąc do Madrytu, uległ poważnemu wypadkowi samochodowemu i trafił na oddział intensywnej terapii. Miesiąc po tym zdarzeniu, 15 stycznia 2005 roku, zadebiutował w Primera División podczas zremisowanego 1:1 meczu z Atlético Madryt. W sezonie 2004/2005 Albiol rozegrał łącznie siedemnaście ligowych pojedynków i strzelił jednego gola.
Przed rozpoczęciem sezonu 2005/2006 trener Getafe – Quique Flores został szkoleniowcem Valencii. Flores sprowadził Albiola do Valencii, w efekcie czego Estadio Mestalla opuścił Mohamed Sissoko. W sezonie 2005/2006 Albiol rozegrał dla swojego zespołu 29 spotkań w Primera División. Najczęściej grał na pozycji stopera, gdzie wcześniej występował Carlos Marchena. W 2006 roku chęć pozyskania Albiola wyraził Real Madryt, jednak gracz przedłużył kontrakt z Valencią do 2011 roku. 26 sierpnia 2006 roku Albiol strzelił zwycięskiego gola w wygranym 2:1 pojedynku z Realem Betis. W sezonie 2006/2007 wystąpił w 36 meczach w Primera División i razem z Valencią zajął czwarte miejsce w ligowej tabeli. 21 września 2008 roku Albiol rozegrał swoje setne ligowe spotkanie dla hiszpańskiego klubu. W marcu 2009 roku piłkarz poinformował, że zamierza pozostać w Valencii do końca kariery.
25 czerwca 2009 roku za pośrednictwem swojej oficjalnej strony internetowej działacze Realu Madryt potwierdzili transfer Albiola do ich klubu. Real zapłacił za piłkarza 15 milionów euro. Albiol podpisał z nowym klubem pięcioletni kontrakt, na mocy którego zarabia 2 miliony euro rocznie.
18 lipca 2013 roku za sumę 12 mln euro przeszedł do włoskiego SSC Napoli. Wraz z nim do tego samego klubu odszedł José Callejón.

## Kariera reprezentacyjna
Albiol ma za sobą występy w młodzieżowych reprezentacjach Hiszpanii. Grał w drużynach U-19, U-20 oraz U-21, dla których łącznie rozegrał 18 meczów. W seniorskiej reprezentacji Albiol zadebiutował 13 października 2007 roku podczas zwycięskiego 3:1 meczu z Danią. Następnie hiszpański zawodnik został powołany do kadry na Euro 2008 i razem z reprezentacją zdobył mistrzostwo Europy. Na turnieju Albiol wystąpił w dwóch meczach grupowych, w których zastąpił kontuzjowanego Carlesa Puyola.
W 2010 w Południowej Afryce zdobył z reprezentacją Hiszpanii mistrzostwo Świata. Albiol nie zagrał na Mundialu w RPA ani jednego meczu, a przed meczem Hiszpania-Portugalia w 1/8 finału doznał kontuzji.

## Życie prywatne
Raul Albiol związany jest z Alicią Roig, którą poślubił w lipcu 2011 w Walencji. Para ma czworo dzieci, trzy córki : Azahara (16 marca 2009), Alma (7 stycznia 2010) i Mia (31 grudnia 2014), oraz syna Romeo (24 lipca 2013).

## Statystyki kariery
Stan na 5 lipca 2019
| Klub               | Sezon              | Liga  | Liga | Puchar krajowy | Puchar krajowy | Europa | Europa | Razem | Razem |
| Klub               | Sezon              | Mecze | Gole | Mecze          | Gole           | Mecze  | Gole   | Mecze | Gole  |
| ------------------ | ------------------ | ----- | ---- | -------------- | -------------- | ------ | ------ | ----- | ----- |
| Valencia CF B      | 2003/04            | 35    | 2    | 0              | 0              | 1      | 0      | 36    | 2     |
| Valencia CF B      | Łącznie            | 35    | 2    | 0              | 0              | 1      | 0      | 36    | 2     |
| Getafe CF          | 2004/05            | 17    | 1    | 0              | 0              | -      | -      | 17    | 1     |
| Getafe CF          | Łącznie            | 17    | 1    | 0              | 0              | -      | -      | 17    | 1     |
| Valencia CF        | 2005/06            | 29    | 1    | 0              | 0              | 0      | 0      | 29    | 1     |
| Valencia CF        | 2006/07            | 36    | 1    | 2              | 1              | 12     | 1      | 50    | 3     |
| Valencia CF        | 2007/08            | 32    | 1    | 3              | 0              | 7      | 0      | 42    | 1     |
| Valencia CF        | 2008/09            | 34    | 2    | 2              | 0              | 6      | 0      | 42    | 2     |
| Valencia CF        | Łącznie            | 131   | 5    | 7              | 1              | 25     | 1      | 163   | 7     |
| Real Madryt        | 2009/10            | 33    | 0    | 2              | 0              | 8      | 1      | 43    | 1     |
| Real Madryt        | 2010/11            | 20    | 0    | 6              | 0              | 6      | 0      | 32    | 0     |
| Real Madryt        | 2011/12            | 10    | 0    | 2              | 0              | 5      | 0      | 17    | 0     |
| Real Madryt        | 2012/13            | 18    | 1    | 5              | 0              | 3      | 0      | 26    | 1     |
| Real Madryt        | Łącznie            | 81    | 1    | 15             | 0              | 22     | 1      | 118   | 2     |
| SSC Napoli         | 2013/14            | 32    | 1    | 1              | 0              | 9      | 0      | 42    | 1     |
| SSC Napoli         | 2014/15            | 35    | 0    | 3              | 0              | 10     | 0      | 48    | 0     |
| SSC Napoli         | 2015/16            | 36    | 1    | 0              | 0              | 3      | 0      | 39    | 1     |
| SSC Napoli         | 2016/17            | 26    | 0    | 3              | 0              | 6      | 0      | 35    | 0     |
| SSC Napoli         | 2017/18            | 31    | 3    | 0              | 0              | 6      | 0      | 37    | 3     |
| SSC Napoli         | 2018/19            | 20    | 1    | 0              | 0              | 6      | 0      | 26    | 1     |
| SSC Napoli         | Łącznie            | 180   | 5    | 7              | 0              | 40     | 0      | 227   | 6     |
| Łącznie w karierze | Łącznie w karierze | 444   | 14   | 29             | 1              | 88     | 2      | 563   | 18    |

## Sukcesy

### Reprezentacja
- Mistrzostwo Europy U-19 2004  Złoto
- Mistrzostwo Europy 2008  Złoto
- Puchar Konfederacji: 2009  Brąz
- Mistrzostwo Świata 2010  Złoto
- Mistrzostwo Europy 2012  Złoto
- Puchar Konfederacji 2013  Srebro

### Valencia CF
- Puchar Hiszpanii: 2008

### Real Madryt
- Puchar Hiszpanii: 2011
- Mistrzostwo Hiszpanii: 2012
- Superpuchar Hiszpanii: 2012

### Indywidualnie
- Don Balón Award: 2006